# Anthurium bradeanum
Anthurium bradeanum är en kallaväxtart som beskrevs av Thomas Bernard Croat och Michael Howard Grayum. Anthurium bradeanum ingår i släktet Anthurium och familjen kallaväxter. Inga underarter finns listade.